# تیم ملی فوتسال برونئی
تیم ملی فوتسال برونئی نماینده برونئی در مسابقات بین‌المللی فوتسال و یکی از تیم‌های فوتسال آسیایی است.
براساس رده‌بندی فیفا تیم فوتسال برونئی جایگاه ۱۱۲ را در بین تیم‌های ملی فوتسال جهان دارد.